# Hrdina Uzbekistánu
Hrdina Uzbekistánu (uzbecky Oʻzbekiston qahramoni) je nejvyšší státní vyznamenání Republiky Uzbekistán. Založeno bylo roku 1994. Udíleno je prezidentem republiky občanům Uzbekistánu a ve výjimečných případech i cizím státním příslušníkům za zásluhy o stát.

## Historie
Vyznamenání Hrdina Uzbekistánu byl založen dne 5. května 1994 a vychází z nejvyššího vyznamenání Sovětského svazu a Uzbecké sovětské socialistické republiky Hrdiny Sovětského svazu, které bylo založeno dne 16. dubna 1934 a udílené až do rozpadu Sovětského svazu 26. prosince 1991.

## Pravidla udílení
Ocenění Hrdina Uzbekistánu je udíleno občanům Uzbekistánu a ve výjimečných případech i cizím státním příslušníkům za zásluhy o stát. Medaile s dekretem je vyznamenaným předávána při zvláštní slavnosti prezidentem republiky, nebo v jeho zastoupení ji předává předseda dolní komory parlamentu, předseda Senátu či předseda vlády Uzbekistánu.
Vyznamenání může být uděleno každému pouze jedenkrát.

## Insignie
Řádový odznak má podobu zlaté osmicípé hvězdy o průměru 32 mm. Uprostřed je kruh o průměru 8 mm s vyrytým vyobrazením půlměsíce a pěticípé hvězdy, což odpovídá symbolům na státní vlajce Uzbekistánu. Na zadní straně je vyobrazen státní znak Uzbekistánu. Pod ním je umístěno sériové číslo. Odznak je připojen k pozlacené stříbrné kovové destičce obdélníkového tvaru o velikosti 16 × 25 mm. Vnitřek destičky je pokryt vyšívanou stuhou v barvách státní vlajky. Velikost stuhy je 11 × 20 mm. Celková hmotnost medaile je 12,5 g.
Medaile se nosí nalevo na hrudi nad ostatními řády a medailemi.